# Beki İkala Erikli
Beki İkala Erikli (nacida como Beki Çukran, 1968-15 de diciembre de 2016) fue una escritora turca, autora de libros de autoayuda. El 16 de diciembre de 2016 fue asesinada a tiros en Estambul.